# Fracción la Jeringa
Fracción la Jeringa är en ort i Mexiko.   Den ligger i kommunen Tuxtla Chico och delstaten Chiapas, i den sydöstra delen av landet, 900 km sydost om huvudstaden Mexico City. Fracción la Jeringa ligger 110 meter över havet och antalet invånare är 135.
Terrängen runt Fracción la Jeringa är lite kuperad. Runt Fracción la Jeringa är det tätbefolkat, med 442 invånare per kvadratkilometer. Närmaste större samhälle är Tapachula, 6,2 km norr om Fracción la Jeringa. Omgivningarna runt Fracción la Jeringa är en mosaik av jordbruksmark och naturlig växtlighet.